# Putaansaari (ö i Norra Savolax, Norra Savolax)
Putaansaari är en halvö vid inloppet i sjön från Nerkoonjärvi till Onkivesi i Finland.   Den ligger i kommunen Lapinlax i den ekonomiska regionen  Övre Savolax  och landskapet Norra Savolax, i den centrala delen av landet, 400 km norr om huvudstaden Helsingfors. Öns area är 24,4 hektar och längden är 1,5 kilometer i nord-sydlig riktning. På ön finns gården Putala som bedriver jordbruk.